# フランシス・モロー
フランシス・モロー（Francis Moreau、1965年7月21日 - ）は、フランス・サン＝カンタン出身の自転車競技選手。

## 来歴
1990年
- トラックレース世界選手権
  - プロ・個人追抜 2位
- パリ〜ニース 区間1勝（第1）

1991年
- トラックレース世界選手権
  -  プロ・個人追抜 優勝
  - プロ・ポイントレース 2位

1993年
- パリ〜ブリュッセル 優勝

1994年
- トラックレース世界選手権
  - 個人追抜 2位

1996年
- アトランタオリンピック
  -  団体追抜 優勝（+ クリストフ・カペル、フィリップ・エルムノー、ジャン＝ミシェル・モナン）
- トラックレース世界選手権
  - 団体追抜 2位
  - 個人追抜 3位

1998年
- フランス選手権 個人追抜 優勝
- トラックレース世界選手権
  - 個人追抜 2位

1999年
- トラックレース世界選手権
  - 団体追抜 2位